# Rashtriya Swayamsevak Sangh
Rashtriya Swayamsevak Sangh (RSS, ”Den nationella frivilligkoren”), hindunationalistisk organisation, grundad 1925. RSS är moderorganisationen inom det hindunationalistiska nätverket Sangh Parivar, i vilket bland annat Indiens regeringsparti BJP ingår. De flesta ledande personer i BJP har fått sin ideologiska skolning i RSS shakhas.

## Organisation
RSS är uppbyggt av shakhas. Shakha är sanskrit för gren, och en shakha är en avdelning i RSS. Ordet används också som beteckning för de morgonmöten som utgör grunden i RSS aktivitet. Dessa möten består av gymnastiska övningar, ideologiska diskussioner och viss vapenträning. Antalet medlemmar (swayamsevaks) är oklart - RSS har inga medlemsregister, utan den som deltar i rörelsens shakha anses vara swayamsevak. RSS hävdar själv att man har cirka 50 000 shakhas runt om i landet.
Organisationens ledare kallas för sarsanghachalak, och den nuvarande ledaren är Mohan Bhagwat som efterträdde K.S. Sudarshan 2009.

## Historia
RSS grundades 1925 av Dr. Keshav Baliram Hedgewar. Organisationen förbjöds under en period efter mordet på Mahatma Gandhi. Mördaren, Nathuram Godse, var övertygad hindunationalist och före detta swayamsevak. RSS friades dock från misstankarna om inblandning i mordet, och förbudet hävdes.